# Линь, Ивонн де
Ивонн де Линь (до замужества — Гёртс; фр. Yvonne de Ligne (Geurts); 18 мая 1902, Брюссель — 1952) — бельгийская фигуристка, выступавшая в одиночном катании. Участница зимних Олимпийских игр 1932 и 1936 годов.

## Биография
Ивонн де Линь родилась 19 сентября 1907 года в бельгийском городе Брюссель. По национальности фламандка.
Неоднократно выступала в женском одиночном катании на чемпионатах мира и Европы по фигурному катанию. Её высшие результаты — 6-е место на чемпионате мира 1929 года в Будапеште и 5-е место на чемпионате Европы 1933 года в Лондоне.
В 1932 году вошла в состав сборной Бельгии на зимних Олимпийских играх в Лейк-Плэсиде. В одиночном катании заняла 6-е место, набрав 45,0 балла и уступив 38 баллов завоевавшей золото Соне Хени из Норвегии.
В 1936 году вошла в состав сборной Бельгии на зимних Олимпийских играх в Гармиш-Партенкирхене. В одиночном катании заняла 18-е место, набрав 118,0 балла и уступив 110,5 балла вновь завоевавшей золото Соне Хени.
Де Линь была замужем за конькобежцем Шарлем де Линем, однако их брак был несчастливым. Во время Второй мировой войны она завела роман в нидерландским фигуристом Якобом Хартогом, который жил в Антверпене. Однажды Шарль де Линь застал их дома и выгнал Хартога. Ивонн решила в отместку организовать убийство мужа. Для этого сообщила бойцу Сопротивления Арманду Михилсу, что её муж, который был членом бельгийского подполья и помогал сбитым пилотам союзников возвращаться в Англию, сотрудничает с немцами. 14 ноября 1944 года она привела мужа в их загородное убежище в коммуне Синт-Генезиус-Роде, где Михилс застрелил его из немецкого оружия, чтобы представить дело так, будто его убили сотрудники гестапо. В 1945 году реальные обстоятельства вскрылись, Михилс получил 3 года тюрьмы, а Ивонн — 15 лет. Через шесть лет она была досрочно освобождена по причине заболевания туберкулёзом. 
Умерла в 1952 году.

## Семья
Муж — Шарль де Линь (1895—1944), бельгийский конькобежец. Участник зимних Олимпийских игр 1936 года.